# Washougal
Washougal è una città degli Stati Uniti, situata nella contea di Clark, nello Stato di Washington.

## Geografia fisica
Le coordinate geografiche di Washougal sono 45°34′55″N 122°20′53″W (45.581960 -122.347987). La città ha una superficie di 13 km² di cui 12,8 coperti da terra e 0,2 coperti d'acqua. Le città situate nei pressi di Washougal sono: Camas, Fairview, Troutdale e Gresham. Washougal è situata a 24 m s.l.m.

## Società

### Evoluzione demografica
Secondo il censimento del 2000, Washougal contava 8.595 abitanti e 2.325 famiglie. La densità di popolazione era di 661,15 abitanti per chilometro quadrato. Le unità abitative erano 3.463, con una media di 266,38 per chilometro quadrato. La composizione razziale contava il 94,0% di bianchi, lo 0,4% di afroamericani, l'1,26% di nativi americani, lo 0,78% di asiatici, e lo 0,83% di altre razze. Gli ispanici e i latini erano il 2,51% della popolazione residente. Il 95,8% della popolazione parlava l'inglese e il 2,5% lo spagnolo.
Il 29,8% della popolazione aveva meno di 18 anni, l'8,3% aveva tra i 18 e 24 anni, il 30,1% aveva tra i 25 e 44 anni, il 20,6% aveva tra i 45 e 64 anni e l'11,2% avevano dai 65 anni in su. Per ogni 100 donne c'erano 96,3 uomini. L'età media della popolazione era di 34 anni. Il reddito mediano per una famiglia era di $38.719. Gli uomini avevano un reddito di $37.351, mentre le donne di $26.032. Circa il 9,7% della popolazione e l'8,3% delle famiglie residenti a Washougal, era al di sotto della soglia di povertà.
| Anno | Abitanti |
| ---- | -------- |
| 1910 | 456      |
| 1920 | 765      |
| 1930 | 1.206    |
| 1940 | 1.267    |
| 1950 | 1.577    |
| 1960 | 2.672    |
| 1970 | 3.338    |
| 1980 | 3.834    |
| 1990 | 4.764    |
| 2000 | 8.595    |